# Friedrich Karl Wilhelm
Friedrich Karl Wilhelm, född 6 mars 1890, död 26 november 1948 i Landsberg am Lech, var en tysk SS-Hauptscharführer och dömd krigsförbrytare. 

## Biografi
Wilhelm blev i september 1939 sjukskötare i koncentrationslägret Buchenwald. Från 1941 till 1945 hade han en ledande position på lägrets fångsjukhus. Under de tre första månaderna år 1945 dödade Wilhelm dagligen fångar medelst giftinjektion i Block 61.
Efter andra världskriget greps Wilhelm och ställdes 1947 tillsammans med 30 andra misstänkta inför rätta vid Buchenwaldrättegången. Wilhelm anklagades för att ha dödat allierade fångar med giftinjektion. Till sitt försvar åberopade Wilhelm Befehlsnotstand, det vill säga att han hade varit tvungen att lyda order. Wilhelm påpekade inför rätten att de fångar han dödat med giftinjektion ändå skulle ha dött inom kort. Den 14 augusti 1947 dömdes Wilhelm till döden genom hängning. Han avrättades i Landsbergfängelset den 26 november 1948.